# Estland beim Junior Eurovision Song Contest
Teilnehmende Rundfunkanstalt

Erste Teilnahme
2023
Bisher letzte Teilnahme
2024
Anzahl der Teilnahmen
2 (Stand 2024)
Höchste Platzierung
14 (2024)
Höchste Punktzahl
55 (2024)
Niedrigste Punktzahl
49 (2023)
Punkteschnitt (seit erstem Beitrag)
52
Punkteschnitt pro abstimmendem Land im 12-Punkte-System

Dieser Artikel befasst sich mit der Geschichte Estlands als Teilnehmer am Junior Eurovision Song Contest.

## Regelmäßigkeit der Teilnahme und Erfolge im Wettbewerb
Am 29. August 2023 bestätigte Eesti Rahvusringhääling (ERR), dass man erstmals am Junior Eurovision Song Contest teilnehmen werde. Gleichzeitig wurde mit Arhanna Sandra Arbma die erste Teilnehmerin bekanntgegeben. Bei der ersten Teilnahme erreichte man jedoch nur den vorletzten Platz. Im darauffolgenden Jahr gelang eine geringfügige Steigerung, man erreichte den drittletzten Platz.
Am 11. Dezember 2024 gab ERR bekannt, dass man aufgrund von Budgetkürzungen nicht am JESC 2025 teilnehmen werde. Am 17. April 2025 gab man jedoch bekannt, in Zukunft alle zwei Jahre am JESC teilzunehmen, da der Vorentscheid Tähtede lava ebenfalls in diesem Rhythmus stattfindet.

## Liste der Beiträge
| Jahr | Interpret                | Titel (Musik / Text)                                                                    | Sprache                  | Übersetzung              | Platz Teilnehmer (gesamt) | Punkte                   |
| ---- | ------------------------ | --------------------------------------------------------------------------------------- | ------------------------ | ------------------------ | ------------------------- | ------------------------ |
| 2023 | ARHANNA                  | Hoiame Kokku M: Arhanna Sandra Arbma, Karl-Ander Reismann; T: Rael Laikre, Leelo Tungal | Estnisch, Englisch       | Zusammenhalten           | 15 / 16                   | 49                       |
| 2024 | Annabelle                | Tänavad M/T: Sven Lõhmus                                                                | Estnisch                 | Die Straße               | 14 / 17                   | 55                       |
| 2025 | Auf Teilnahme verzichtet | Auf Teilnahme verzichtet                                                                | Auf Teilnahme verzichtet | Auf Teilnahme verzichtet | Auf Teilnahme verzichtet  | Auf Teilnahme verzichtet |

## Nationale Vorentscheide
Die erste Teilnehmerin wurde intern durch den Sender ERR ausgewählt. Bei seiner zweiten Teilnahme setzte ERR auf den Musikwettbewerb Tähtede lava als nationalen Vorentscheid.